# مويرا كارجيل
مويرا كارجيل (بالإنجليزية: Moira Cargill)‏ هي متزحلقة بريطانية، ولدت في 10 ديسمبر 1958.

## وصلات خارجية
- مويرا كارجيل على موقع أوليمبيديا (الإنجليزية)